# Sicula Americana
La società Sicula Americana è stata una compagnia di navigazione fondata a Messina nel 1906 che collegava con un servizio sia merci che passeggeri, la Sicilia e l'Italia meridionale con New York con un collegamento Napoli - Messina - Palermo - New York.
Dopo il Terremoto di Messina del 1908 la sede della compagnia venne trasferita a Napoli e fino al 1911 le sue navi effettuarono scali saltuari a Messina. Nel 1912 venne inaugurato il servizio con l'America meridionale con un collegamento Napoli - Montevideo - Buenos Aires.
Nel 1917 la società venne acquisita da Navigazione Generale Italiana che con questa acquisizione diede vita a una nuova compagnia denominata "Transoceanica Società Italiana di Navigazione" la cui flotta sarebbe stata acquisita nel 1921 dalla stessa "Navigazione Generale Italiana".
Nel 1919 venne fondata una nuova compagnia "Sicula Americana", ma oltre al nome le due società non avevano nulla in comune.